# اکسید تنگستن (IV)
اکسید تنگستن(IV) (به انگلیسی: Tungsten(IV) oxide) با فرمول شیمیایی WO۲ یک ترکیب شیمیایی است. که جرم مولی آن 215.84 g/mol می‌باشد. شکل ظاهری این ترکیب، جامد برنزی است.